# Joseph Paton Maclay (1er baron Maclay)
Joseph Paton Maclay (6 septembre 1857 - 24 avril 1951) est un homme d'affaires et fonctionnaire écossais.

## Biographie
Il est le fils d'Ebenezer Maclay de Glasgow. Il est président de Maclay & Macintyre Ltd, armateurs, de Glasgow. En 1916, il est admis au Conseil privé et nommé ministre de la Marine marchande (contrôleur maritime), poste qu'il occupe jusqu'en 1921. Parce qu'il n'est membre d'aucune des deux chambres du Parlement, le porte-parole du ministère à la Chambre des communes est le ministre adjoint de Maclay, Sir Leo Chiozza Money, auquel il avait tenté de résister .
Maclay s'est opposé à la nationalisation de la marine marchande, et insiste pour que les propriétaires soient toujours autorisés à réaliser un profit comme incitation, bien que les bénéfices excessifs soient imposés. Maclay approuve quatre modèles standard de navires marchands et commence à augmenter la construction navale, bien qu'il ait été gêné par des pénuries d'acier et de main-d'œuvre, et des navires en construction aux États-Unis ont été confisqués lors de son entrée en guerre. Maclay rejette les arguments de l’amiral Jellicoe selon lesquels les convois présentaient une cible trop grande pour les sous-marins et que les capitaines de navires marchands n’avaient pas la discipline nécessaire pour "garder la position" dans un convoi .
Maclay est créé baronnet, de Park Terrace dans la ville de Glasgow dans le comté de Lanark, en 1914 et en 1922 il est élevé à la pairie en tant que baron Maclay, de Glasgow dans le comté de Lanark. En 1915, il achète Duchal House et ses domaines à Kilmacolm, dans le Renfrewshire, qui demeure à ce jour le siège des Lords Maclay.
Lord Maclay épouse Martha, fille de William Strang, en 1889. Elle est décédée en 1929. Lord Maclay est décédé en avril 1951, à l'âge de 93 ans. Il est remplacé dans la baronnie par son fils aîné survivant Joseph. Son cinquième fils, John Maclay est un homme politique éminent et est créé vicomte Muirshiel en 1964.
Maclay est un Sabbatarien dévot, qui ne lisait même pas les journaux un dimanche, et dont la seule publication, en 1918, est un livre de prières à l'usage de la famille.